# Manes (rei)
Manes (en grec, Μάνης) és un rei llegendari de Frígia segons la mitologia grega, considerat fill de Zeus i Gea en algunes tradicions. Va ser pare d’Àcmon, Cotis i Atis amb Cal·lírroe, i aquest últim és l’ancestre de Lidos i Tirrè, herois epònims dels Lidis i dels Tirrens o Etruscs.